# Carl Friedrich August Naber

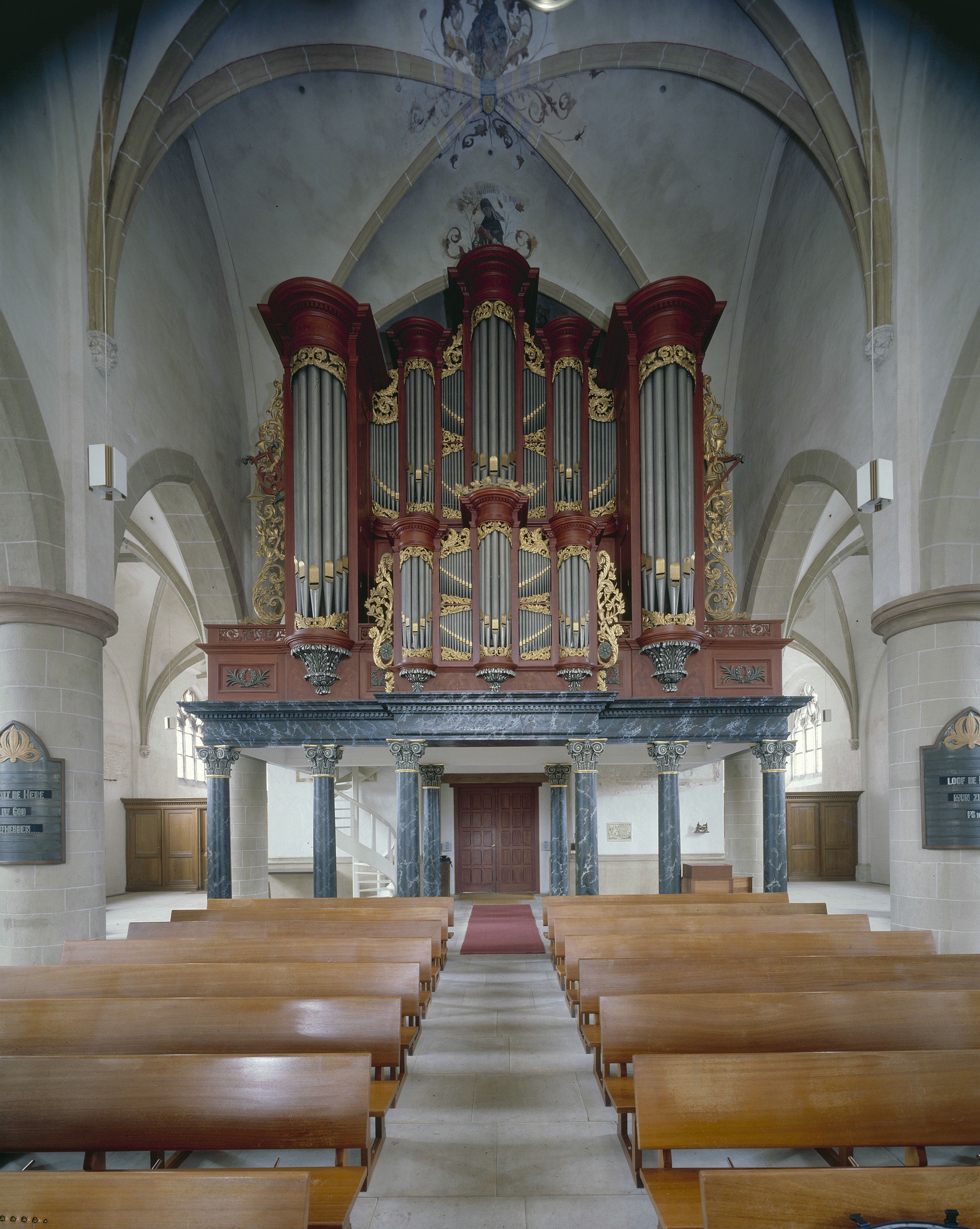
Naber-orgel uit 1834 in de Jacobskerk (Winterswijk)

Carl Friedrich August Naber (ook Carel Frederik August Naber; Tecklenburg, 1 september 1796 - Deventer, 23 augustus 1861) was een Duits-Nederlands orgelbouwer.

## Carrière
Hij werd geboren in het Duitse Westfalen, maar vestigde zich in 1825 in het Nederlandse Deventer. Eerst werkte hij samen met Heinrich Quellhorst, die in 1825 en 1826 kerkorgels vervaardigde voor de Grote Kerk te Elburg en de Betlehemkerk in Zwolle. Hij leverde vanaf toen tientallen orgels in Oost-Nederland. Bijzonder zijn de orgels die in 1840 en 1844 verscheept werden naar Suriname voor de Hervormde Kerk in Paramaribo. Omdat het eerste instrument bij een schipbreuk ten onder ging bouwde Naber een tweede orgel, waarvoor koning Willem II de rekening betaalde.
Na zijn dood in 1861 zette zijn zoon Frederik Samuel Naber nog gedurende enkele jaren de orgelmakerij voort.

## Orgels van de hand van Naber
- Nederlandse Hervormde Kerk Terwolde (1827)
- Rooms-katholieke statie van Heeten (1829, in 1870 vervangen door nieuw orgel van Elberink)
- Sint-Liboriuskerk van Dinxperlo (1831, gebruikmakend van pijpwerk uit een ouder orgel)
- Rooms-katholieke kerk van Zaltbommel (1831)
- Jacobskerk Winterswijk (1834, gedeelte van pijpwerk en kas gebruikt voor orgelnieuwbouw door de firma Metzler in 1972)
- Nederlandse Hervormde Sint Joriskerk van Bredevoort (1834)
- Sint-Martinuskerk van Warnsveld (1836, oorspronkelijk in de NH kerk in Raalte)
- Rooms-katholieke Sint Dionysiuskerk van Rijssen (1838, vervangen door nieuw in 1929)
- Hervormde kerk van Paramaribo (1840, met schip vergaan)
- Grote- of Sint Catharinakerk van Heusden (1840, in 1944 verwoest)
- Koepelkerk van Arnhem (1841)
- Nederlandse Hervormde Kerk van Lienden (1842)
- Dorpskerk Almen van Almen (1842, binnenwerk gesloopt in 1966, kast met ander binnenwerk sinds 1971 in Nederlandse Hervormde Kerk van Uitwijk)
- Nederlandse Hervormde kerk van Voorst (1843)
- Lutherse kerk van Kampen (1843)
- Maartenskerk van Etten (1844)
- Hoofdorgel van de Sint-Joriskerk van Amersfoort (1844)
- Gasthuiskerk van Doesburg (1845)
- Rooms-katholieke kerk van Bussloo (1845)
- Hervormde kerk van Paramaribo (tweede orgel, 1846)
- Grote kerk van Apeldoorn (1846, verbrand in 1890)
- Oude Blasiuskerk van Delden (1847)
- Hervormde Kerk van Terborg (1847)
- Doniakerk van Makkum (1848)
- H.H. Simon en Judas Reutum (1848)
- Nederlandse Hervormde Kerk van Wilp (1849, in 1945 verwoest)
- Tiel, Evangelisch Lutherse Sint Caeciliakapel (1849, door bombardementen in 1944 verwoest)
- Colmschate, Nederlandse Hervormde Kerk (1850, in 1905 vervangen)
- Lambertuskerk van Raamsdonk (1851, verbrand in 1872)
- Grote kerk van Sliedrecht (1852)
- Protestantse Kerk van Wilp (1853), oorspronkelijk in de Evangelisch Lutherse Kerk te Deventer
- Open Hofkerk van Apeldoorn, (1853, tot 1968 in de Nederlandse Hervormde Kerk van Vriezenveen, sinds 1971 met nieuwe kast in Apeldoorn)
- Evangelisch Lutherse Gasthuiskapel van Doetinchem (1854, verwoest in 1945)
- Oude Mauritiuskerk van Silvolde (1855)
- Nederlandse Hervormde Kerk van Holten (1855)
- Nederlandse Hervormde Kerk van Geldermalsen, (1857, afgebroken in 1931)
- Nederlandse Hervormde Kerk van Buurmalsen (1858)
- Nederlandse Hervormde Kerk van Herwijnen (1858)
- Grote Kerk van Neede (1859, verbrand in 1945)
- Nederlandse Hervormde Kerk van Wierden (1860, afgebroken in 1945)

## Fotogalerij

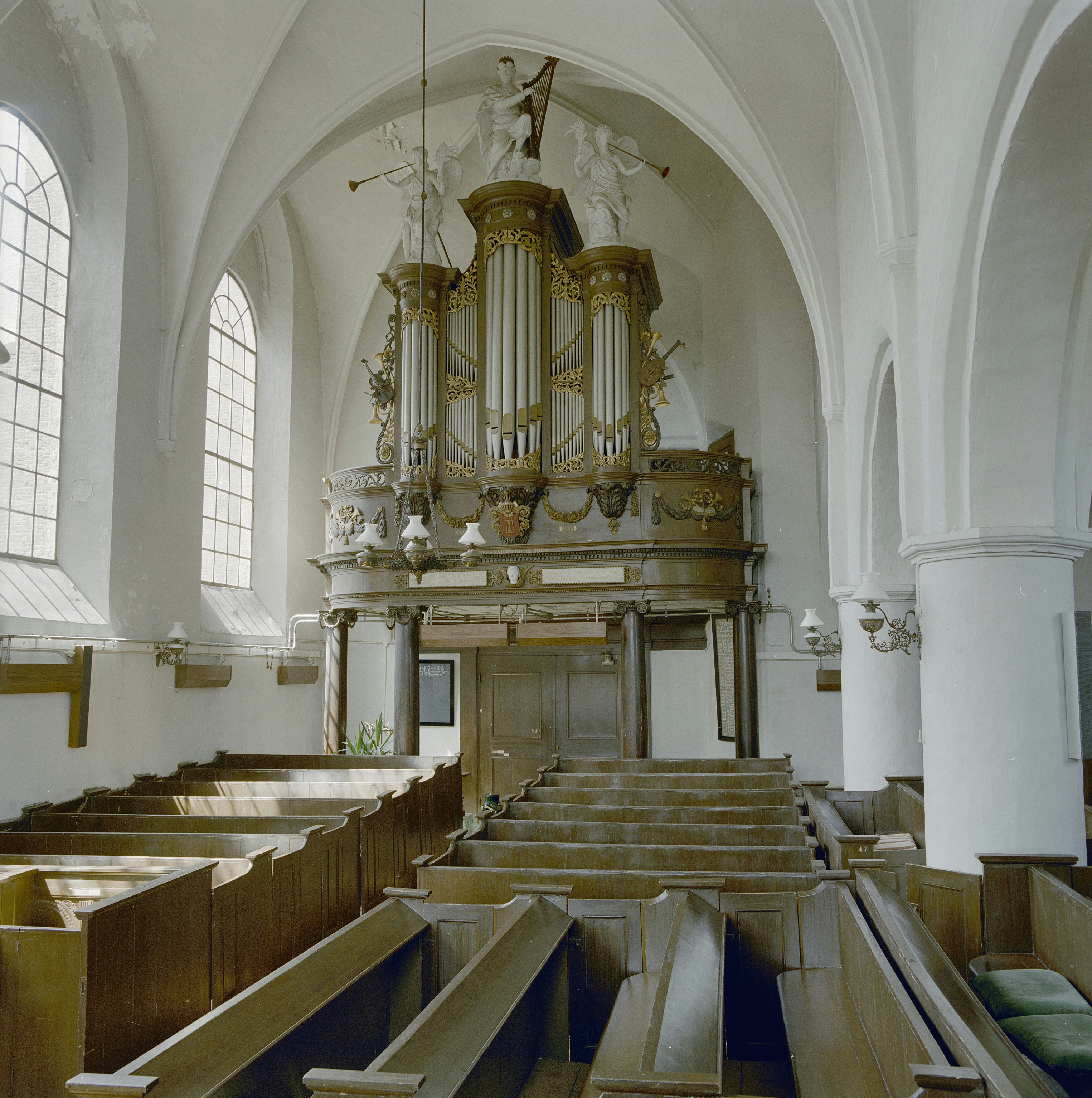
Orgel uit 1827 in de Nederlandse Hervormde Kerk Terwolde
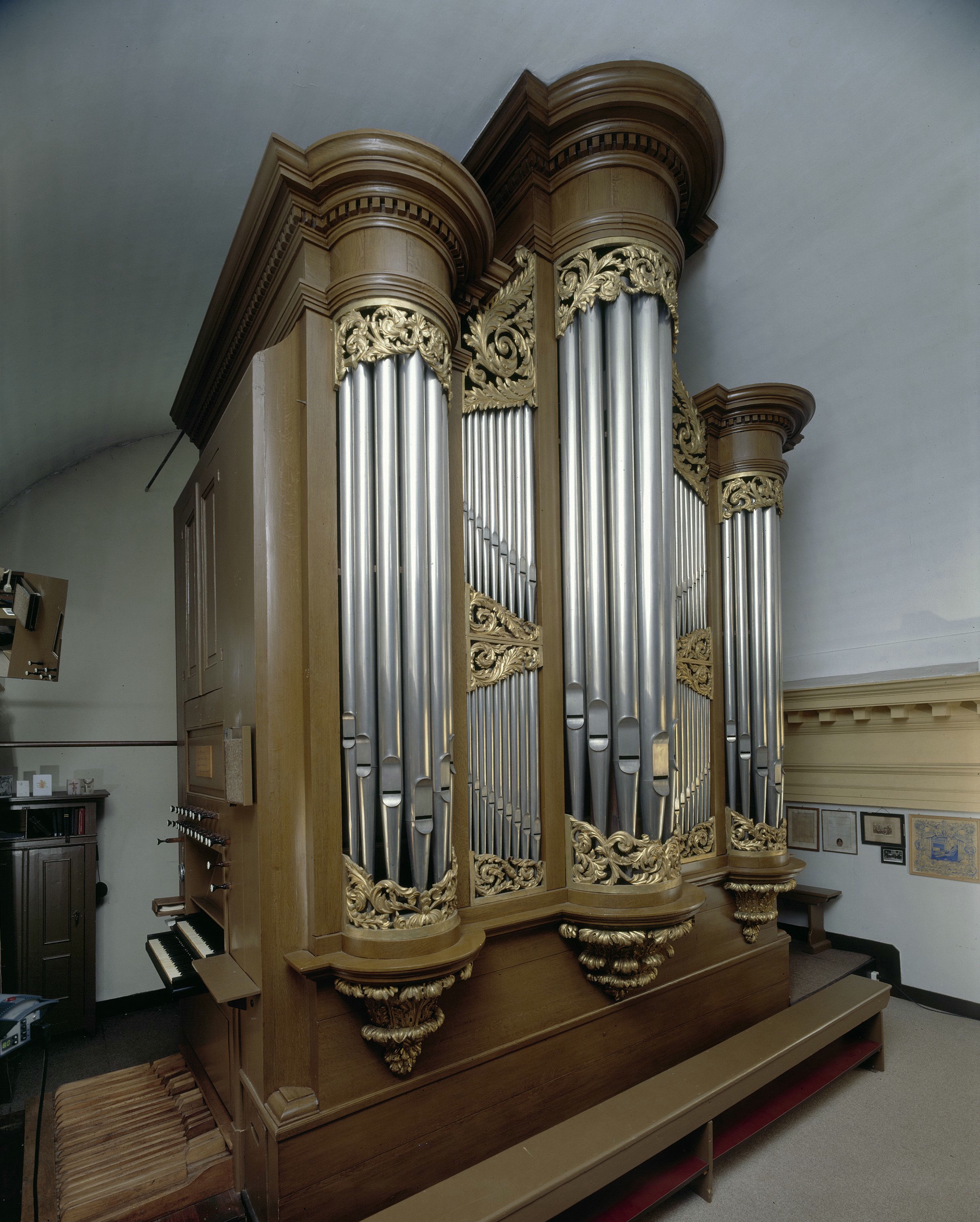
Orgel uit 1831 in de Sint-Martinuskerk in Zaltbommel
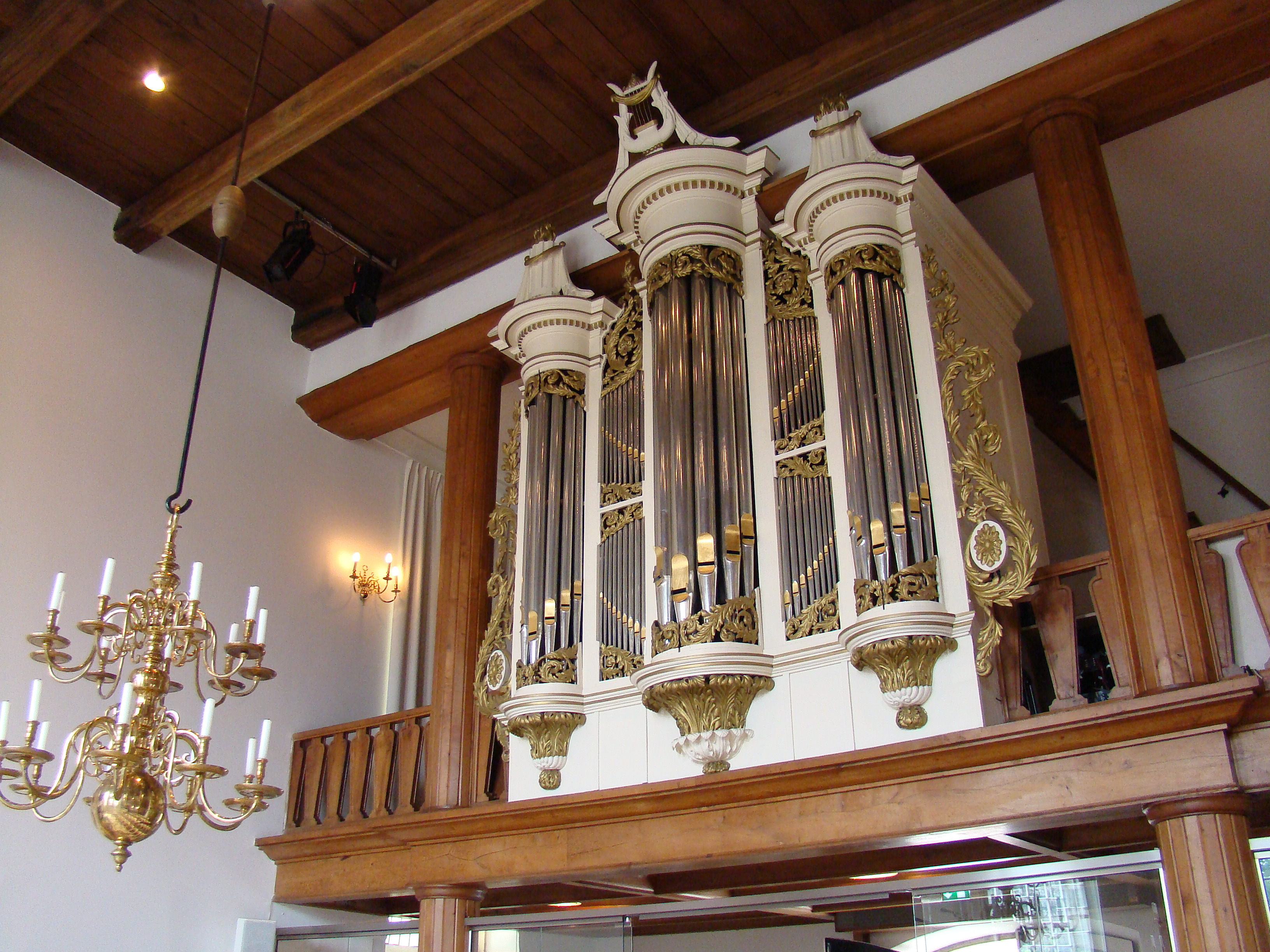
Orgel uit 1834 in de Sint-Joriskerk (Bredevoort)
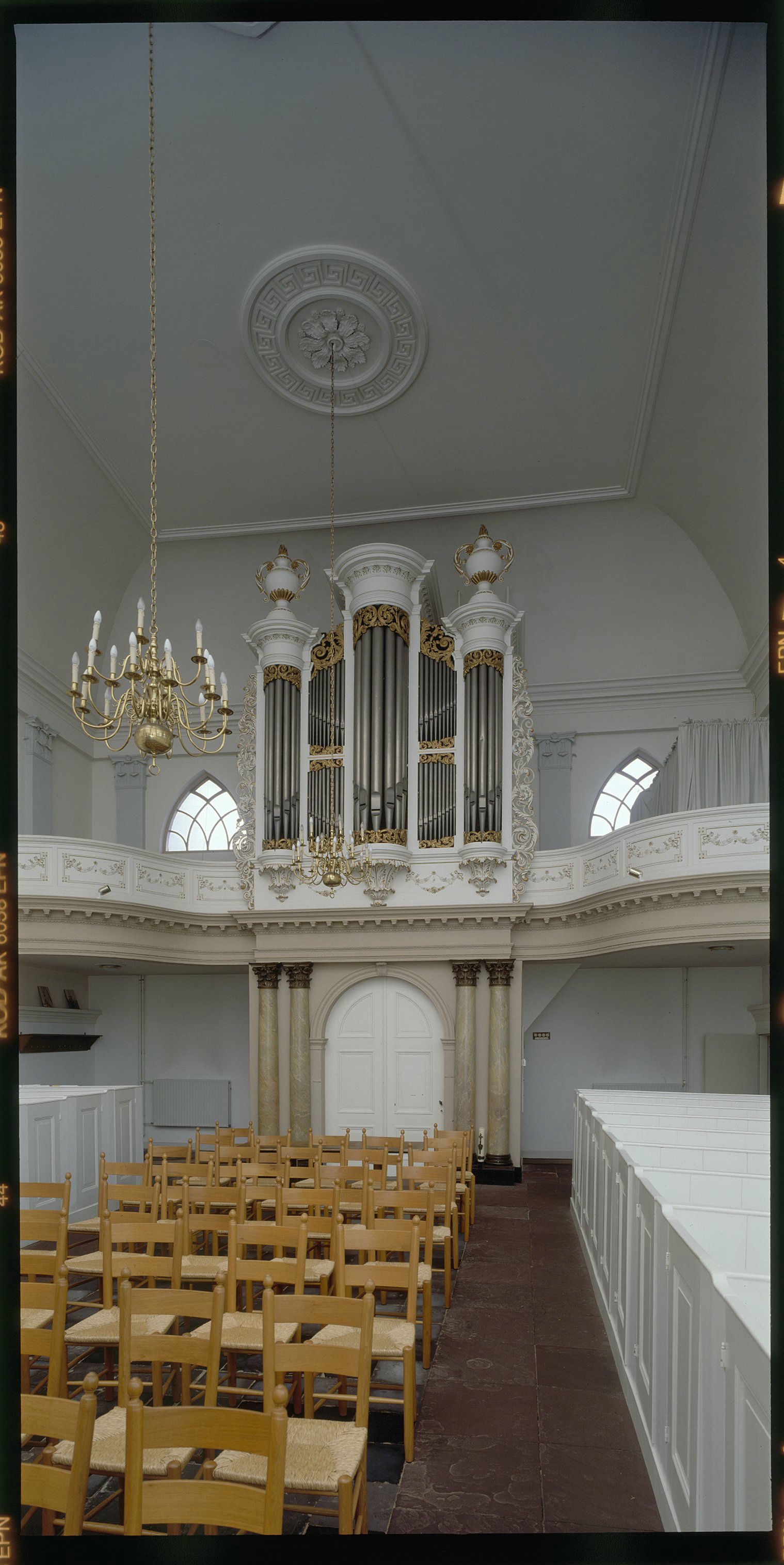
Orgel uit 1841 in de Evangelisch-Lutherse Kerk aan de Burgwal in Kampen
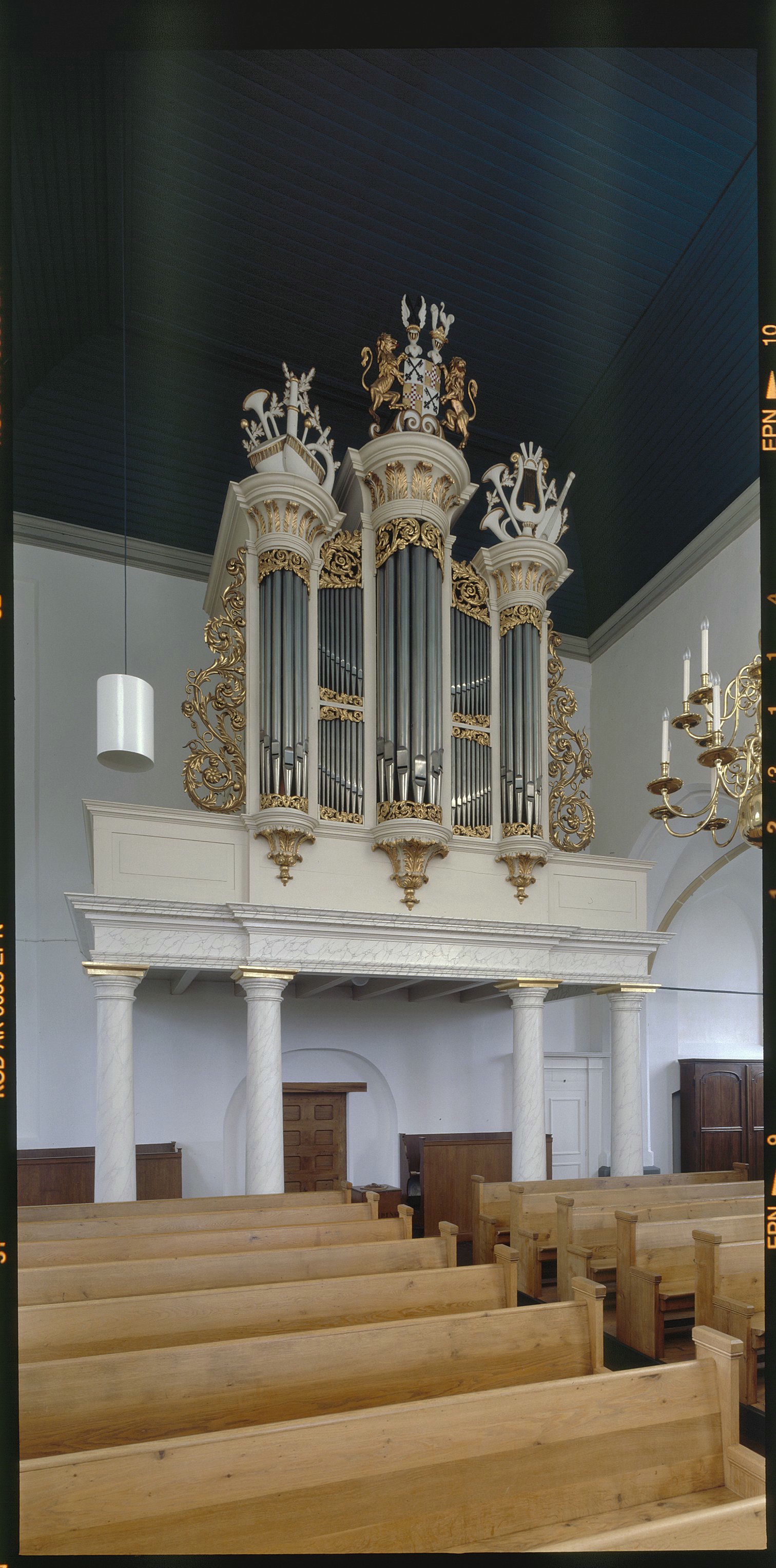
Orgel uit 1843 in de hervormde kerk te Voorst
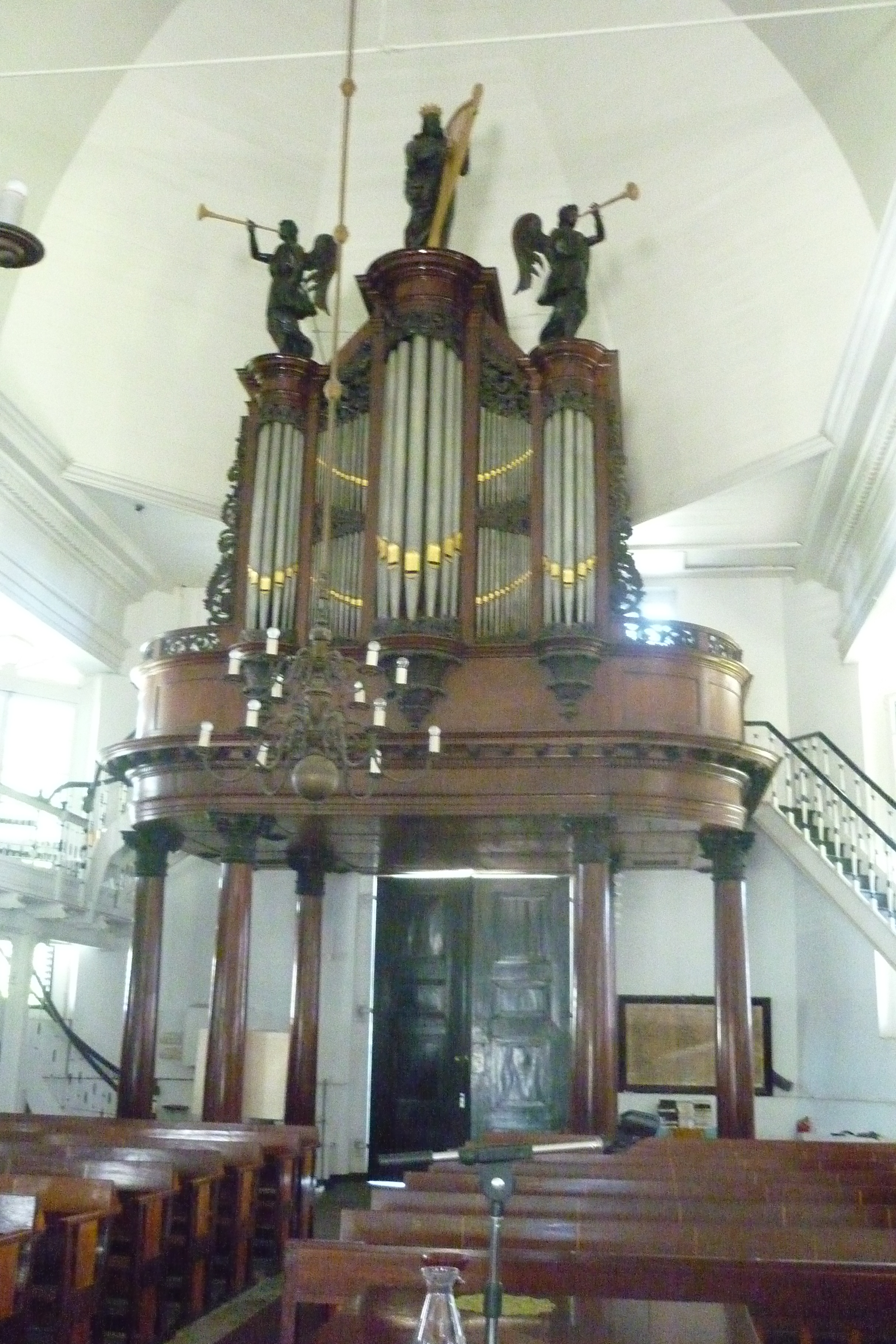
Nabers tweede orgel uit 1846 in de hervormde kerk van Paramaribo.
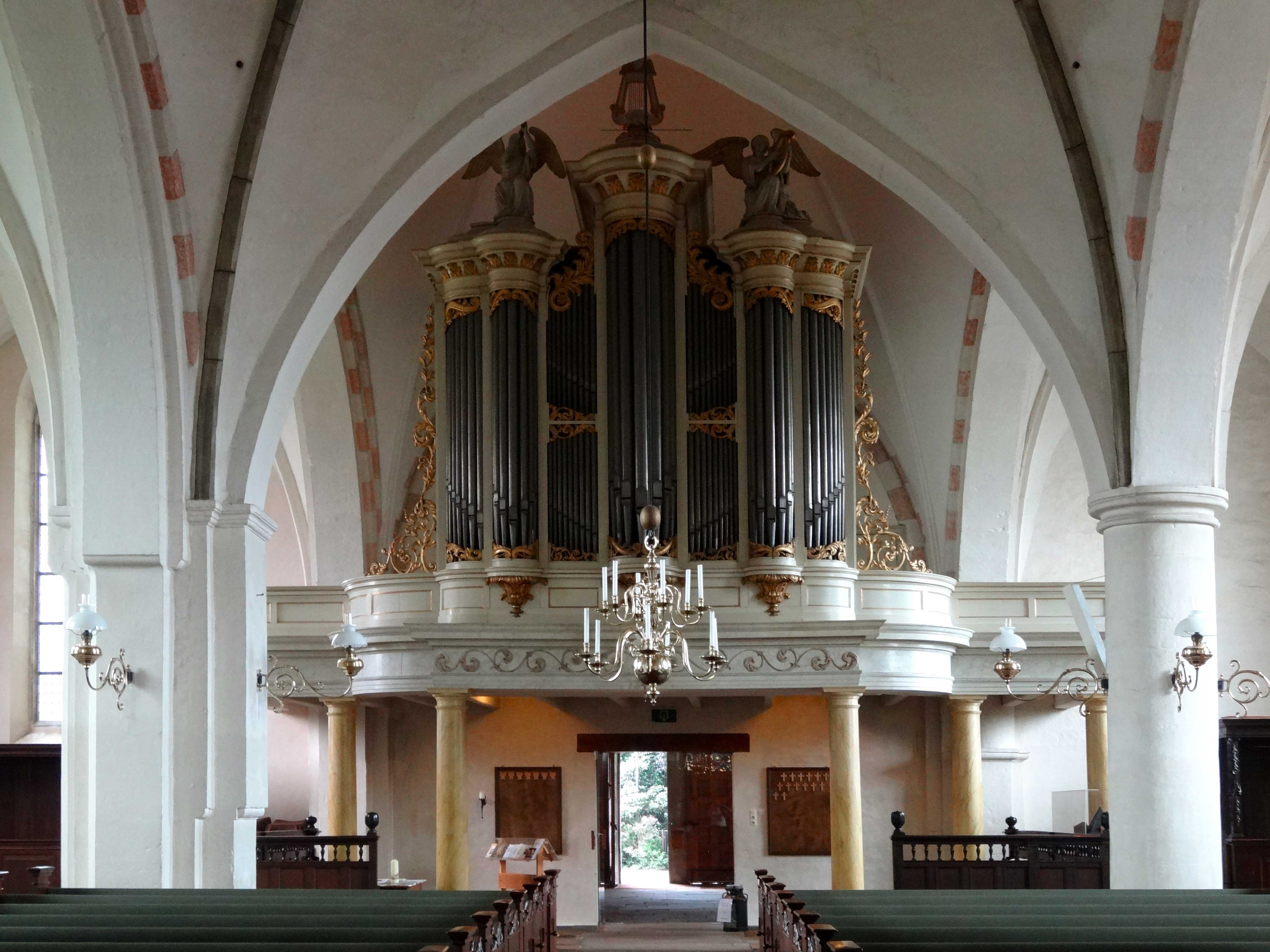
Orgel uit 1847 in de Oude Blasiuskerk te Delden
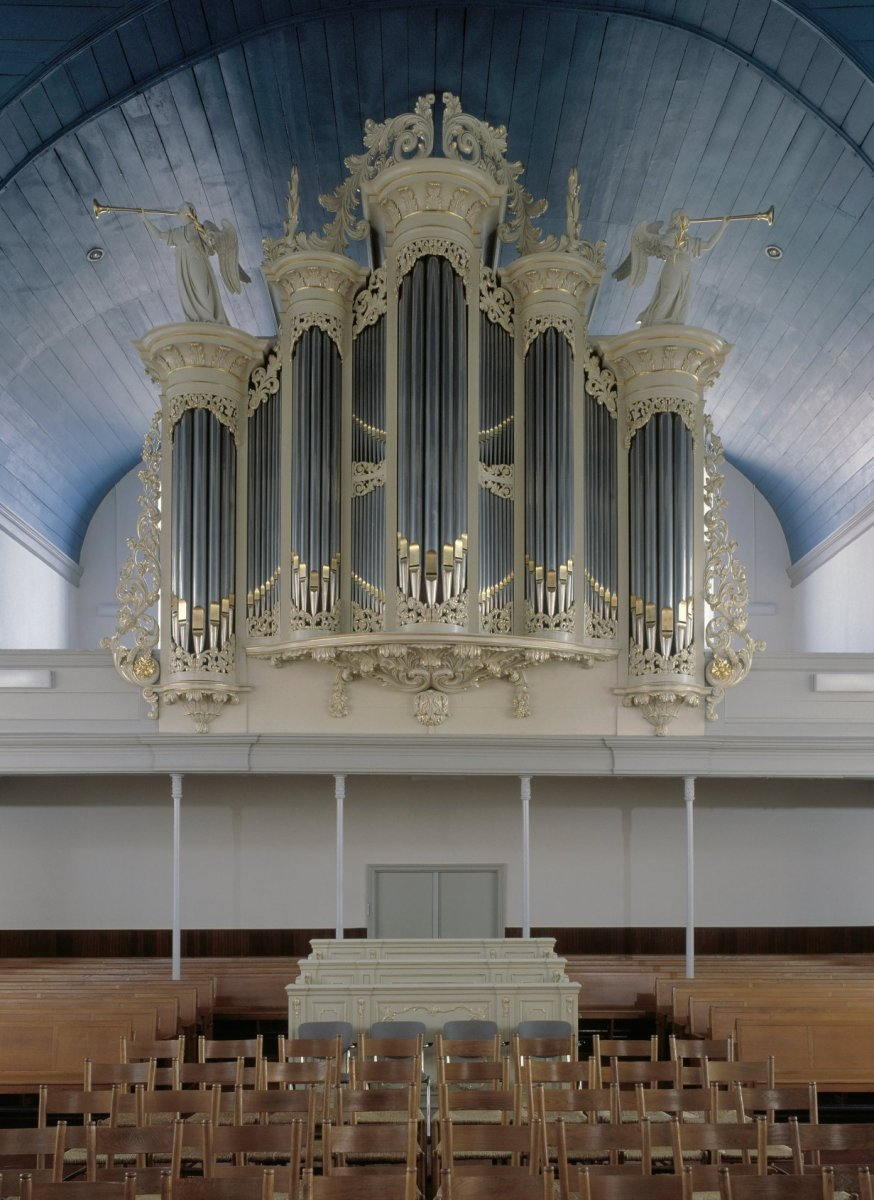
Orgel uit 1852 in de Grote Kerk van Sliedrecht
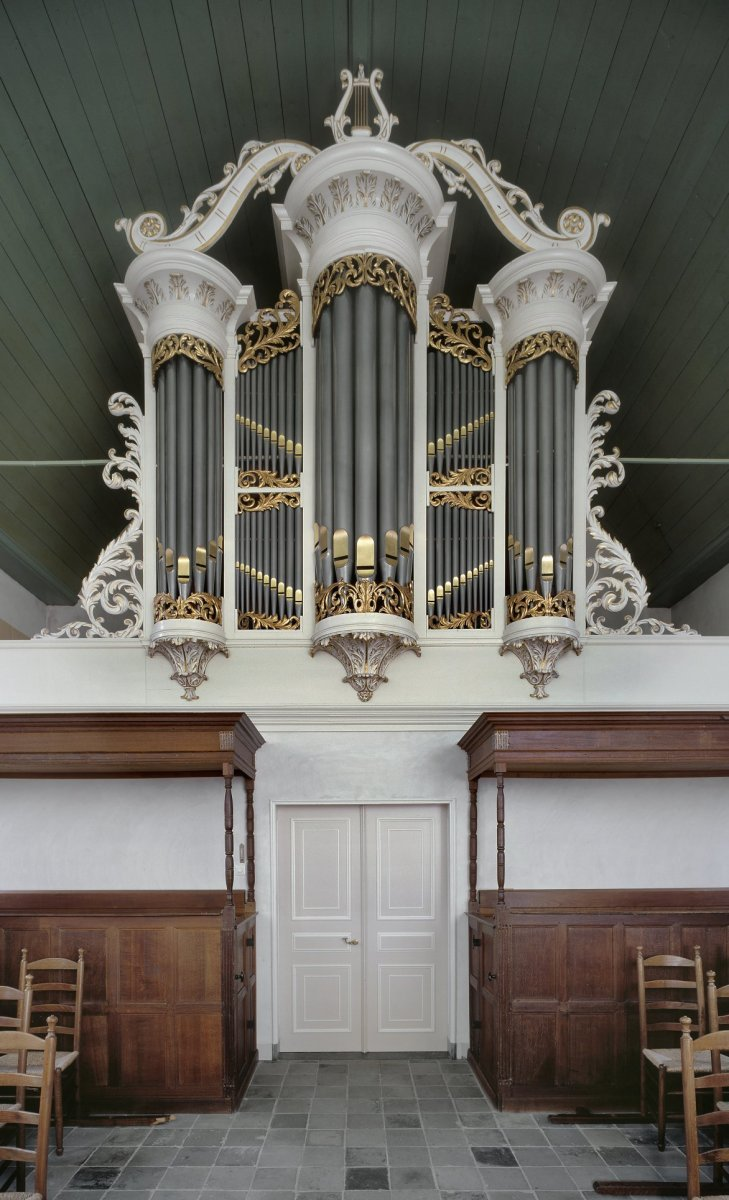
Orgelkas van Naber uit 1852 in de hervormde kerk te Uitwijk, met binnenwerk van Jacobus Armbrost uit 1841
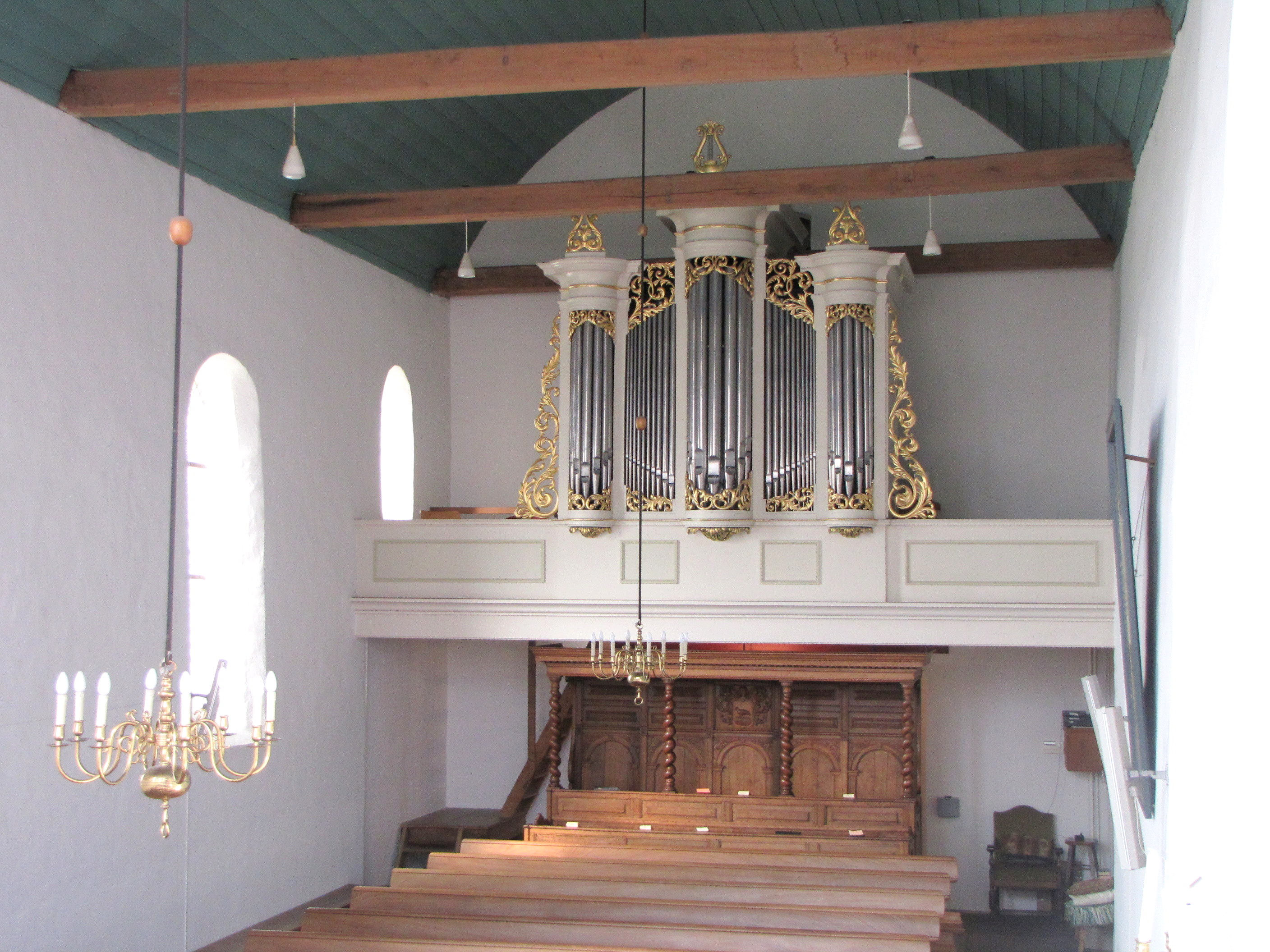
Orgel uit 1854 in de Oude Mauritiuskerk te Silvolde
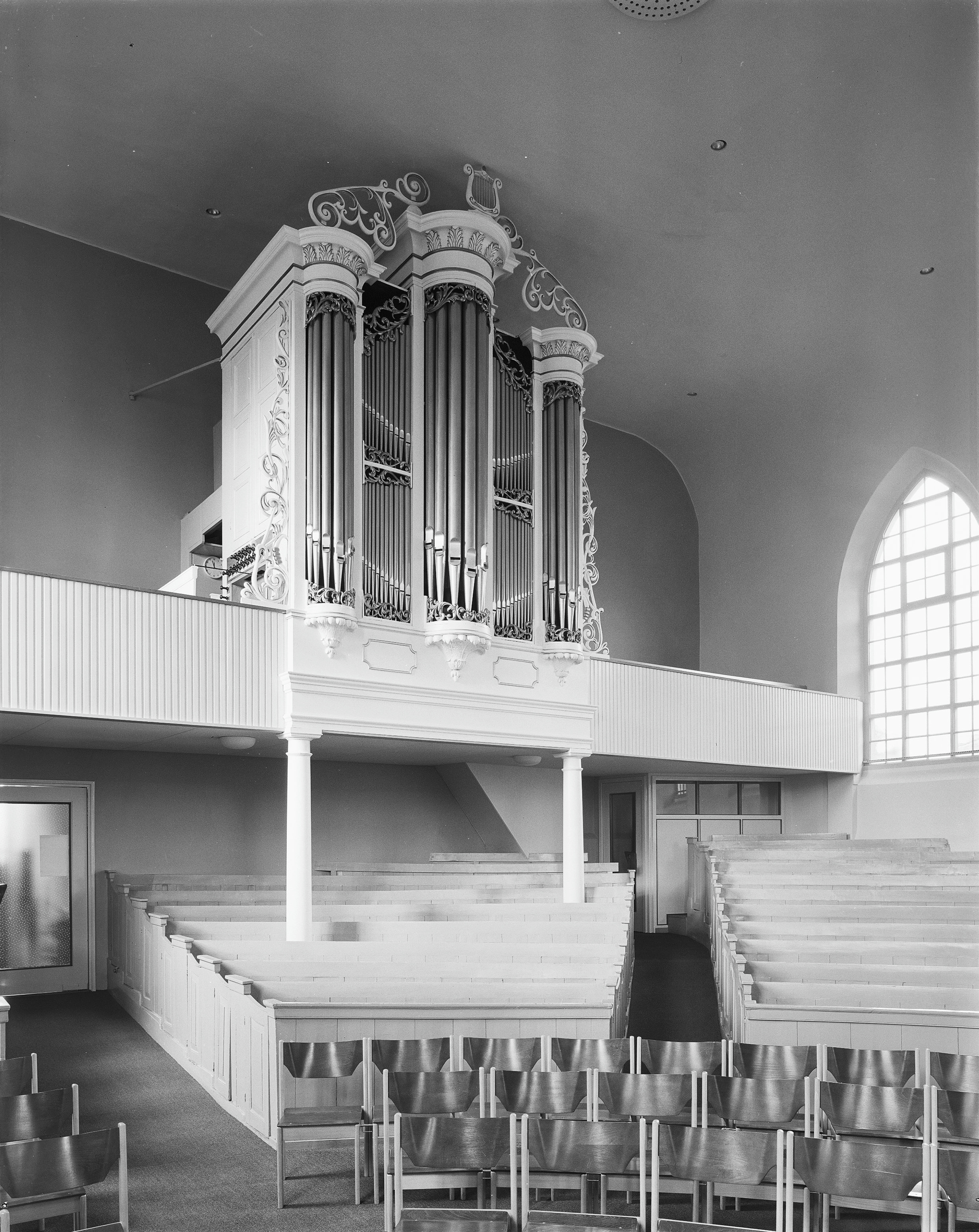
Orgel uit 1855 in de Dorpskerk te Holten
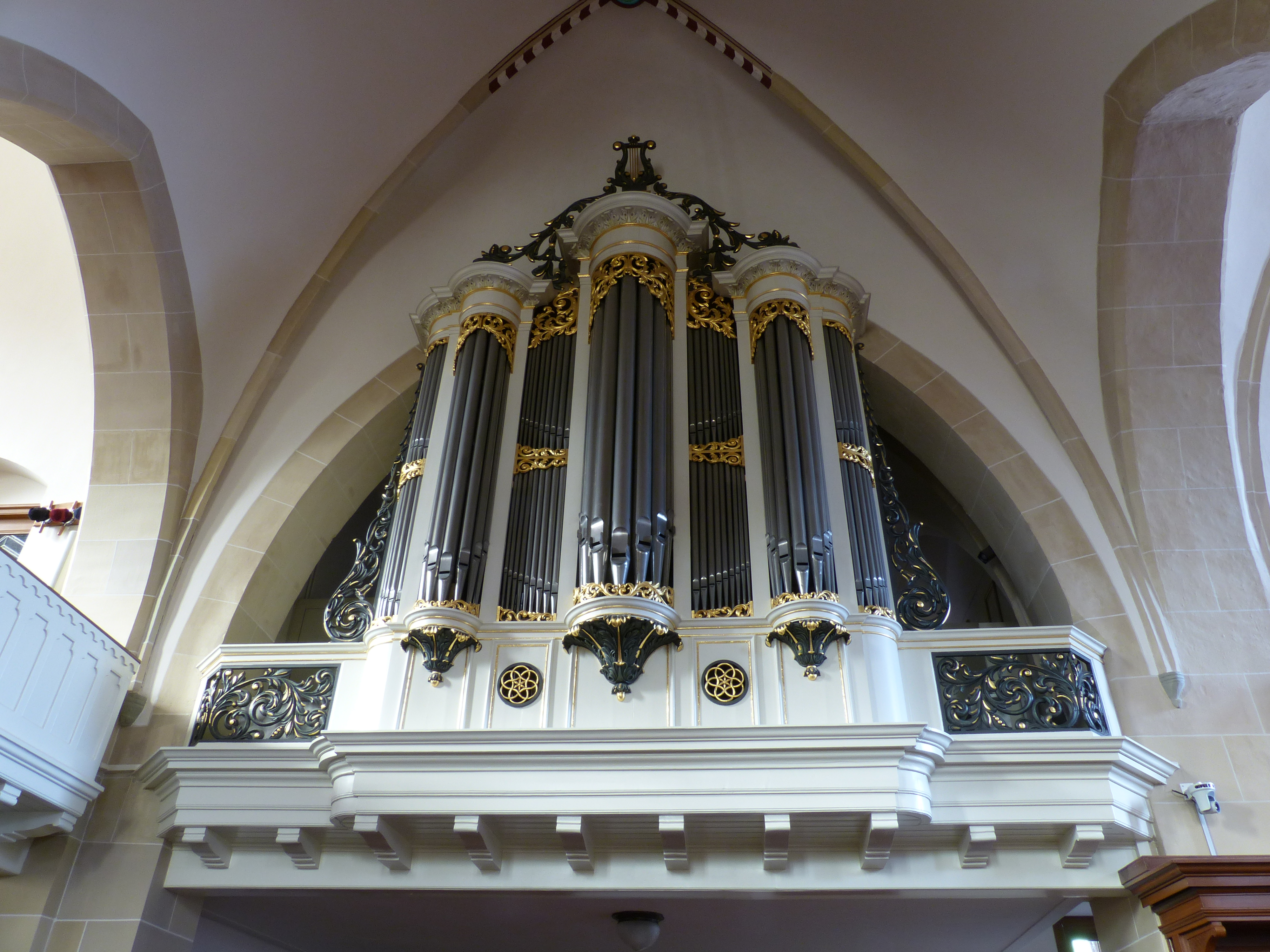
De Orgelkas in de Schildkerk te Rijssen is een ontwerp van Naber uit 1856.

## Orgels veranderd of gerestaureerd door Naber
- Orgel van Jan van Covelens (1511) in de Grote of Sint Laurenskerk Alkmaar (veranderingen, 1854)
- Orgel van Frans Caspar Schnitger (1725) in de Grote of Sint Laurenskerk Alkmaar (restauratie, 1854)
- Orgel van Joan Gustaav Schilling (1780) in de Nederlandse Hervormde kerk Beekbergen (ombouw en uitbreiding, 1828)